# Forsaken (группа, Мальта)
«Forsaken» (до 1991 года — «Blind Alley») — мальтийская христианская эпик-дум-метал-группа из Фгуры, созданная в 1990 году. Является первой мальтийской дум-метал-группой.
«Forsaken» считают одной из самых значимых метал-групп Мальты. Являлись номинантами (1997), а затем и лауреатами (2003, 2009) премии «Malta Music Awards» в номинации «Лучшая хард-рок/метал-группа».

## История
Группа была создана в мальтийском городке Фгура в 1990 году. Первоначально музыканты выступали под названием «Blind Alley» в стиле прогрессив-метал; к 1991 году название было изменено на «Forsaken». В конце того же года был записан дебютный релиз — демо «Requiem». В 1993 году группа подписывает контракт с лейблом «Arkham Productions», а в 1994 совместно с французской трэш-метал-группой «Oddmongers» принимает участие в гастрольном туре по Франции и Испании. Первый полноформатный альбом «Evermore» был выпущен в 1997 году.
В 2001 году один из участников, гитарист Даниэль Магри (мальт. Daniel Magri), умирает после тяжёлой борьбы с раком. После долгого творческого отпуска музыканты записывают вторую демозапись «Demo 2002» в 2002 году, после чего подписывают контракт с британским лейблом «Golden Lake Productions». Выпущенный впоследствии очередной полноформатный альбом «Anima Mundi» (2004) получает хорошие отзывы критиков, и до сих пор остаётся одним из наиболее известных альбомов «Forsaken». Не меньшего успеха добивается и следующий альбом «Dominaeon» (2005), имеющий выраженную христианскую тематику песен.
В течение своей деятельности «Forsaken» были трижды номинированы на местную музыкальную премию «Malta Music Awards» и дважды (в 2003 и 2009) становились её обладателями в своей номинации. Группа часто выступает на различных европейских метал-фестивалях.
В текущий состав группы входят вокалист Лео Стивала (мальт. Leo Stivala), гитарист Шон Вукович (мальт. Sean Vukovic), бас-гитарист Альберт Бэлл (мальт. Albert Bell) и барабанщик Симеон Гатт (мальт. Simeon Gatt).

## Дискография

### Альбомы
- «Evermore» (1997)
- «Anima Mundi» (2004) —  Rock Hard: [5]
- «Dominaeon» (2005)
- «After the Fall» (2009) —  Rock Hard: [7]; Metal Hammer: 6/7[8]

### EP
- «Virtues of Sanctity» (1993)
- «Iconoclast» (2002)

### Демозаписи
- «Requiem» (1991)
- «Demo 2002» (2002)

### Сплиты
- «Tales of Doom and Woe» (2010; совместно с «Fall of the Idols»)